# Carlos de Grand Pré
Carlos de Grand Pré (25 octobre 1745 - 1809), espagnol d'origine acadienne, colonel dans l'armée espagnole et lieutenant-gouverneur des Postes, a été gouverneur de la Floride occidentale après une carrière dans la Louisiane espagnole.

## Biographie
Carlos de Grand Pré est né à La Nouvelle-Orléans, où il est baptisé le 25 octobre 1745. Il est le fils de Joseph Louis Boucher de Grandpré et de Thérèse Galard de Chamilly, et l'arrière-petit-fils de Pierre Boucher (surnommé Patriarche de la Nouvelle-France par les historiens). Il participe entre autres à la réalisation d'un agrandissement du site de Bâton-Rouge effectué par le Français Elias Beauregard, même si son autorisation initiale n'est pas respectée dans la forme, car entre-temps, la Louisiane est redevenue française en 1800, puis a été vendue aux États-Unis en 1803.
Il s'illustre en prenant le poste militaire anglais de Thompson's Creek et Amite, puis sous le gouverneur Bernardo de Galvez, Fort Manchac et Fort Richmond en 1779. Il sert comme commandant à Paroisse de Pointe Coupée et comme lieutenant-gouverneur du secteur de la rivière Rouge sous le régime espagnol. Il reçoit des terres autour de l'« Avoyelles Post » après avoir vécu dans le Natchez District. Dans une lettre du 2 mars 1790, Carlos de Grand pré établit la liste des planteurs de tabac du Natchez District, venus pour la plupart du Kentucky et de Virginie, avec la production de chacun et les dates d'arrivée entre 1788 et 1790.
En 1805, Carlos de Grand Pré propose aux Espagnols originaires des Îles Canaries et vivant à Galvez Town de s'installer dans la ville nouvelle de Spanish Town.
Carlos de Grand Pré est rappelé à La Havane en 1809, au moment où Napoléon Ier tente d'installer son frère sur le trône d'Espagne : selon son ami Pedro Favrot, il est jugé et exécuté pour activités « pro-françaises ». Don Carlos de Hault de Lassus lui succède comme gouverneur du district de Bâton-Rouge, où il est très vite critiqué, accusé en particulier de corruption.